# Peugeot 202
Peugeot 202 — автомобіль марки Peugeot, що випускався між 1938 і 1949 роками. Він характеризується своїм стилем «Sochaux spindle» і двома близькими фарами, встановленими за решіткою радіатора, як на 302 і 402.
202 був конкурентом Renault Juvaquatre і Simca 8.

## Двигун
- 1133 cc I4 130 к.с. при 4000 об/хв